# Pilar (Paraguay)
Pilar is een gemeente (in Paraguay un distrito genoemd) in het zuidwesten van Paraguay. Het is de hoofdplaats van het departement Ñeembucú en ligt tegen de grens met Argentinië, aan de rivier de Paraguay. De stad werd gesticht op 12 oktober 1779 onder de naam Villa del Ñeembucú, waarna de stad een paar jaar later werd hernoemd naar Villa de Pilar.
Pilar telt 33.000 inwoners.

## Geboren in Pilar
- Roberto Cabañas (1961-2017), voetballer
- Hugo Brizuela (1969), voetballer